# Scrupt
Scrupt és un municipi francès, situat al departament del Marne i a la regió del Gran Est. L'any 2017 tenia 132 habitants.

## Demografia

### Població
El 2007 la població de fet de Scrupt era de 122 persones. Hi havia 48 famílies, de les quals 8 eren unipersonals (8 homes vivint sols), 20 parelles sense fills i 20 parelles amb fills.
La població ha evolucionat segons el següent gràfic:
Habitants censats

### Habitatges
El 2007 hi havia 55 habitatges, 47 eren l'habitatge principal de la família, 1 era una segona residència i 7 estaven desocupats. Tots els 55 habitatges eren cases. Dels 47 habitatges principals, 40 estaven ocupats pels seus propietaris, 5 estaven llogats i ocupats pels llogaters i 2 estaven cedits a títol gratuït; 1 tenia dues cambres, 7 en tenien tres, 9 en tenien quatre i 30 en tenien cinc o més. 34 habitatges disposaven pel capbaix d'una plaça de pàrquing. A 21 habitatges hi havia un automòbil i a 25 n'hi havia dos o més.

## Economia
El 2007 la població en edat de treballar era de 72 persones, 57 eren actives i 15 eren inactives. De les 57 persones actives 51 estaven ocupades (27 homes i 24 dones) i 6 estaven aturades (3 homes i 3 dones). De les 15 persones inactives 6 estaven jubilades, 3 estaven estudiant i 6 estaven classificades com a «altres inactius».
Activitats econòmiques
Dels 2 establiments que hi havia el 2007, 1 era d'una empresa de comerç i reparació d'automòbils i 1 d'una empresa d'hostatgeria i restauració.
L'any 2000 a Scrupt hi havia 6 explotacions agrícoles.